# NGC 3451
NGC 3451 је спирална галаксија у сазвежђу Мали лав која се налази на NGC листи објеката дубоког неба.
Деклинација објекта је + 27° 14' 23" а ректасцензија 10h 54m 21,1s. Привидна величина (магнитуда) објекта NGC 3451 износи 12,8 а фотографска магнитуда 13,5. Налази се на удаљености од 33,797 милиона парсека од Сунца. NGC 3451 је још познат и под ознакама UGC 6023, MCG 5-26-28, CGCG 155-35, IRAS 10516+2730, PGC 32754.